# Кровна спорідненість
Кровна спорідненість — спорідненість між індивідами, заснована на біологічному походженні один від одного чи від загального пращура-родоначальника.

## Термінологія
Кровна спорідненість характеризується близькістю, яка виражається в ступенях.[джерело?]
Ступенем спорідненості називається кількість народжень, що відокремлюють одного кровного родича від іншого.[джерело?] При цьому чоловік і дружина в кровній спорідненості не перебувають, а тому ступеня не мають. Підрахунок ступеня проводиться за кількістю народжень від одного кровного родича до іншого по низхідних і висхідних лініях через спільного пращура.
Лінією називається низка ступенів, яка утворюється безперервно одна за одною. Розрізняються висхідні (від нащадка до пращура) і низхідні (від пращура до нащадка) лінії
Коліном називається ступінь, яка є початком двох і більше ліній, що носять по відношенню до коліна назву покоління. По відношенню один до одного покоління утворюють бічні лінії. Порядкові номери ліній визначають наскільки далеко знаходиться їхнє загальне коліно: перша бічна лінія — від батька і матері, друга — від дідів і бабусь, третя — від прадідів і прабабусь і таке інше.
Кровна спорідненість має важливе значення в релігійній практиці, оскільки певна ступінь спорідненості може бути перешкодою до проведення обрядів хрещення і вінчання.

### Приклади
- Низхідна лінія складається зі ступенів, що йдуть від даної особи до його сина або дочки, онука чи онуки, правнука або правнучки і так далі до його нащадків.
- Висхідна лінія складається зі ступенів, що йдуть від даної особи до його батька або матері, діда або баби, прадіда чи прабабці і так далі до його пращурів.

У бічній лінії ступені рівномірно рахуються по народженнях, починаючи від даної особи і зростаючи по прямій лінії до спільного родоначальника, а від нього переходячи по низхідній лінії до того родича, ступінь спорідненості якого потрібно встановити. Тому два рідних брата знаходяться у другому ступені, дядько і племінник — у третьому, двоюрідні брати — в четвертому, син двоюрідного брата — у п'ятому, онук двоюрідного брата — у шостому і так далі.
1. Перша бічна лінія виходить від першого висхідного ступеня[джерело?], тобто від батька і матері даної особи, і йде до його братів і сестер, від них до племінників і так далі.
2. Друга бічна лінія виходить від другого висхідного ступеня, тобто від двох дідів і від двох бабусь, і йде до дядька даної особи, від нього до його двоюрідного брата і так далі.
3. Третя бічна лінія виходить від третього висхідного ступеня, тобто від чотирьох прадідів і чотирьох прабабок, і йде до їх низхідних.

Таким же чином визначаються й інші бічні лінії, які виходять від висхідних родичів.

## Історія
Погляди на кровну спорідненість беруть початок у системі римського права, в якій йому надавалося особливого значення. Для римлян рід однаково продовжувався як чоловіками, так і жінками (в інших системах можливе продовження роду як тільки по батьківській, так і тільки по материнській лінії[джерело?]). Важливість кровного споріднення підкреслено тим, що в латинській мові існували спеціальні назви для кровних родичів аж до шостого ступеня. 
22 лютого кровні родичі відзначали особливе свято caristitia або cara cognatio. Однією з його традицій було примирення родичів, які перебувають у сварці.